# Edward Marjoribanks, 2:e baron Tweedmouth
Edward Marjoribanks, 2:e baron Tweedmouth, född den 8 juli 1849, död den 15 september 1909 i Dublin, var en brittisk politiker.

## Biografi
Edward Marjoribanks var son till Dudley Marjoribanks, 1:e baron Tweedmouth och far till Dudley Marjoribanks, 3:e baron Tweedmouth.
Marjoribanks var 1880–1894 liberal medlem av underhuset, ärvde 1894 sin fars titel (baron Tweedmouth) och plats i överhuset. Åren 1892–1894 var Tweedmouth parlamentssekreterare vid skattkammaren och liberalernas förste "inpiskare", 1894–1895 i ministären Rosebery lord privy seal och kansler för hertigdömet Lancaster.
Från december 1905 till april 1908 var Tweedmouth förste amiralitetslord i ministären Campbell-Bannerman. I februari 1908 erhöll han ett privatbrev från kejsar Vilhelm II om Tysklands och Storbritanniens flottpolitik, och ogrundade rykten om att brevet skulle ha påverkat ministärens flottpolitik vållade i mars åtskillig uppståndelse samt försvagade Tweedmouths ställning. Han blev i april samma år lordpresident i Asquiths ministär och utträdde på grund av svår sjukdom i september samma år ur ministären.